# هلوسة لمسية
الهلوسة اللمسية هي نوع من الهلوسة تسبب إدراكا خاطئا للمدخلات الحسية اللمسية التي تخلق إحساسًا زائفًا بالتلامس الجسدي مع شيء وهمي. وهو ناتج عن التكامل الخاطئ للإشارات العصبية الحسية اللمسية المتولدة في الحبل الشوكي والمهاد وإرسالها إلى القشرة الحسية الجسدية الأولية (SI) والقشرة الحسية الجسدية الثانوية (SII). الهلوسة اللمسية هي أعراض متكررة للأمراض العصبية مثل الفصام وداء باركنسون ومتلازمة إكبوم والهذيان الارتعاشي. يعاني المرضى الذين يعانون من آلام وهمية في الأطراف أيضًا من نوع من الهلوسة اللمسية. تحدث الهلوسة اللمسية أيضًا بسبب المخدرات مثل الكوكايين والكحول.

## التاريخ والخلفية
خلال العصور اليونانية القديمة، كان اللمس يعد نظامًا إدراكيًا غير مكرر لأنه يختلف عن الحواس الأخرى على أساس المسافة وتوقيت إدراك المنبه. على عكس الرؤية والاختبار، يدرك المرء أن اللمس في نفس الوقت مع الوسيط ويكون الحافز دائمًا قريبًا وليس بعيدًا.
بحلول القرن السابع عشر، أرجع التجريبي البريطاني جون لوك كلمة «الشعور» إلى نوعين من الإحساس. حدد ويبر بوضوح هذين النوعين من الإحساس على أنهما حاسة اللمس والإحساس الجسدي المشترك. ساعد هذا التمييز الأطباء النفسيين في القرن التاسع عشر على التمييز بين الهلوسة اللمسية واعتلال الحس المشترك.
خلال القرن التاسع عشر، صنفت الهلوسة اللمسية على أنها أعراض مرتبطة بالجنون والمتلازمات العضوية والسامة والداء الطفيلي الوهمي، ومع ذلك لم يكن هناك تحديد لكيفية حدوث هذه الهلوسة. قام علماء الأعصاب مثل الدكتور أوليفر ساكس والدكتور ف. راماشاندران بتحليل وعزو الهلوسة اللمسية على أنها إدراك مختل للدماغ بدلًا من مجرد أعراض مرتبطة بالجنون. لقد ساهموا بشكل كبير في اقتراح الهلوسة اللمسية مثل الإدراك الخاطئ للمدخلات الحسية اللمسية التي تخلق إحساسًا باللمس مع كائن وهمي.

## في الفصام
هلوسات الألم واللمس نادرة جدًا في اضطرابات الفصام ولكن 20٪ من مرضى الفصام يعانون من نوع من الهلوسة اللمسية جنبًا إلى جنب مع الهلوسة البصرية والسمعية. الهلوسة اللمسية الأكثر شيوعًا لدى مرضى الفصام هي الإحساس الذي يحدث فيه شد رقعة من جلدهم بشكل مرن عبر رؤوسهم. وهي تختلف في شدتها ونطاقها وسرعتها التي يشعرون بها بهذا الإحساس المؤلم بالتمدد. عادة ما تنجم عن إشارات عاطفية مثل الشعور بالذنب والغضب والخوف والاكتئاب. أنواع أخرى من الهلوسة اللمسية تأخذ شكلًا جنسيًا عند مرضى الفصام. قد يشعر مرضى الفصام أحيانًا بالشعور بالتقبيل أو الشعور بأن شخصًا ما يرقد إلى جانبهم استجابة لشعورهم بالوحدة. بالإضافة إلى ذلك، فإنهم أحيانًا يهلوسون ويشعرون أن حيوانات صغيرة مثل الثعابين تزحف على أجسادهم. ينتج هذا الإحساس اللمسي النابض بالحيوية لشيء غير موجود عن المحاولة الفاشلة للدماغ في محاولة إدراك الأشياء الجديدة والتي تمثل مواقف غير واقعية عادة ما يثيرها الشعور بالذنب والخوف. يعاني مرضى الفصام أيضًا من صعوبة في تصوير العواطف حيث يقومون بتحويل معظم طاقتهم للسيطرة على الألم من الهلوسة اللمسية.
ترتبط الهلوسة الشمية واللمسية ببعضها البعض من حيث انتشارها في مرضى الفصام. أجرى لانغدون وآخرون دراسة خاصة، حيث حلل انتشار الهلوسة الشمية والهلوسة اللمسية في عينتين سريريتين متميزتين لمرضى الفصام. احتوت إحدى العينات على مرضى مصابين بالفصام يعانون من هلوسة لمسية كما ذكرت منظمة الصحة العالمية بينما احتوت العينة الأخرى على حالات ذات أنواع سلبية وإيجابية من الهلوسة اللمسية لدى مرضى الفصام. وخلص إلى أن نحو 13٪ إلى 17٪ من مرضى الفصام يعانون من هلوسات حاسة الشم واللمس. ذكرت الدراسة أن العوامل الاجتماعية والثقافية أثرت في الإبلاغ الذاتي عن الهلوسة اللمسية. نظرًا لأنه كان يُخشى من الهلوسة بشكل عام كأعراض للجنون، كان المرضى مترددين في طلب المساعدة لمثل هذه الأعراض. علاوة على ذلك، خلصت الدراسة إلى أن الهلوسة اللمسية عادة ما تكون مصحوبة بالعديد من أنواع الهلوسة الأخرى المرتبطة بطرق مختلفة مثل التذوق والبصر. ومع ذلك، فشلت الدراسة في التعرف على الفزيولوجيا المرضية للهلوسة اللمسية لدى الأفراد المصابين بالفصام.